# Публичная дипломатия
Публи́чная диплома́тия (англ. public diplomacy) — комплекс мер, нацеленных на изучение и информирование зарубежной аудитории, а также на установление контактов.

## Определение
Согласне книге Пола А. Смита-младшего «О политической войне» (1989), публичная дипломатия — форма международной политической адвокации, при которой гражданские лица одной страны используют законные средства взаимодействия с гражданскими лица другой страны. Этот подход направлен на обеспечение общественной поддержки для дипломатических переговоров, проходящих по дипломатическим каналам.
Информационное агентство США, существовавшее в 1953—1999 годах, определяло публичную дипломатию как усилия, направленные на «продвижение национальных интересов <…> путём понимания, информирования и воздействия на иностранные аудитории».
В «Словаре международных отношений» Государственного департамента США публичная дипломатия определяется как всё, что связано с программами, поддерживаемыми правительством, направленными на информирование или воздействие на общественное мнение в других странах. Так, основными средствами этой деятельности являются публикации, кинофильмы, культурные обмены, радио и телевидение.
Бывший советник по публичной дипломатии посольства США в Ирландии Майкл Макклеллан подчёркивает, что публичная дипломатия представляет собой стратегическое планирование и реализацию информационных, культурных и образовательных программ со стороны «защищающей» страны с целью формирования общественного мнения в целевой стране или странах. Это направлено на обеспечение того, чтобы политические лидеры целевой страны принимали решения, соответствующие целям внешней политики «защищающей» страны
По мнению украинского учёного Владимира Нестеровича, под публичной дипломатией следует понимать целенаправленную международную деятельность государства через подконтрольные или финансируемые им учреждения и организации по осуществлению информационного воздействия на мнение и поведение населения зарубежных стран в контексте её внешнеполитических интересов.
Термин «публичная дипломатия» не является синонимом термина «открытая дипломатия», которая касается характера дипломатического поведения государства на международной арене (от «открытости» (Сингапур) до «замкнутости»(КНДР)).
Публичная дипломатия — действия, направленные на строительство долгосрочных отношений, защиту целей национальной внешней политики и лучшего понимания ценностей и институтов собственного государства за рубежом. Она исходит из того предположения, что общественное мнение может оказать значительное влияние на свои правительства и на политические системы. Любой вид публичной дипломатии направлен на определённую аудиторию, использует соответствующий этой аудитории язык и образы. Именно это позволяет ей достичь намеченных политических целей.
Публичная дипломатия преследует цель расширения диалога между гражданами своей страны и зарубежными партнёрами. Это предполагает активный международный обмен, создание информационных программ, пропаганду своей культуры.
Термин «публичная дипломатия» — это один из способов влияния на мнение и поведение населения зарубежных стран.
Другим примером публичной дипломатии может служить «панда-дипломатия» — инструмент международных отношений, применяемый КНР для налаживания отношений с иностранными государствами и решения других международных задач. В контексте китайского политического дискурса следует отметить различие между терминами «народная дипломатия» и «публичная дипломатия». По словам министра иностранных дел Китая Яна Цзечи, китайская дипломатия является народной дипломатией, а народ — источником мудрости для усилий Китая в сфере публичной дипломатии. Инструменты народной дипломатии активно используются во внешней политике КНР. К примеру, значимой считается её роль в реализации грандиозной китайской инициативы — концепции «один пояс и один путь». Одним из связующих элементов её идеи считаются народные связи, развитие которых призвано обеспечить поддержку проекту, сформировать правильное понимание его целей и выгоды для всех участников в зарубежных обществах. Именно это является задачей народной дипломатии Китая.

## Публичная дипломатия США
В Америке с конца 70-х годов очень активно вели работу по непосредственным связям с общественностью, созданы многие органы и посты. Пропаганда, благодаря новым технологиям (телевидение, радио), превратилась в ключевое средство ВП. Восприятие политики одного государства общественным мнением других стран играет все большую роль. Сфера деятельности публичной дипломатии предполагает все более активное подключение общественного мнения, неправительственных институтов и отдельных граждан к дискуссии по проблемам международной политики. Во многом успех на мировой арене политики и внешнеэкономических проектов государства обеспечивается уровнем информационных систем. Систему иностранного вещания США составляют такие американские информационные службы как «Голос Америки», «Радио Свободная Европа/Радио Свобода», «Радио Свободная Азия», «Ближневосточные сети вещания» и «Радио и телевидение Марти».
Публичная дипломатия США может быть традиционной и так называемой цифровой (digital diplomacy). До появления сети Интернет, публичная дипломатия США включала в себя такие программы воздействия на другие государства как: информационную пропаганду, осуществляемую через радио и телевидение; обучение отдельных социально-профессиональных групп населения с целью формирования лояльной элиты и распространение американской политической культуры посредством выставочной деятельности, кино и т. д. Распространение сети Интернет сделало возможным оказывать влияние на зарубежную аудиторию посредством следующих методов: размещение радио и телепередач в сети Интернет, распространение литературы о США в цифровом формате, мониторинг дискуссий в блог-пространстве зарубежных стран, создание персонифицированных страничек членов правительства США в социальных сетях, а также рассылка информации через мобильные телефоны.

## Публичная дипломатия России
О публичной дипломатии в современной России заговорили в 2000-е годы. Необходимость «доведения до широкой мировой общественности объективной и правдивой информации о России и её позициях по основным международным проблемам» впервые упоминается в Концепции внешней политики Российской Федерации 2000 г. в разделе «Информационное сопровождение внешнеполитической деятельности».
Однако сам термин «публичная дипломатия», появляется гораздо позже, на страницах обновлённой версии Концепции от 2008 г. согласно тексту документа: 

«В рамках публичной дипломатии Россия будет добиваться своего объективного восприятия в мире, развивать собственные эффективные средства информационного влияния на общественное мнение за рубежом, обеспечивать усиление позиций российских средств массовой информации в мировом информационном пространстве, предоставляя им необходимую государственную поддержку, активно участвовать в международном сотрудничестве в информационной сфере, принимать необходимые меры по отражению информационных угроз её суверенитету и безопасности».
В обновлённой версии Концепции от 30 ноября 2016 года встречается только понятие «общественная дипломатия», которое упоминается в контексте международного культурно-гуманитарного сотрудничества и развития диалога между российским научно-экспертным сообществом и иностранными специалистами. Для реализации задач, обозначенных во внешнеполитической доктрине страны, создаются новые и восстанавливаются старые инструменты публичной дипломатии.
Так, в 2005 г. начинает работу Russia Today — первый российский круглосуточный информационный канал зарубежного вещания. Новый канал был призван
«отражать российскую позицию по главным вопросам международной политики» и «информировать аудиторию о событиях и явлениях российской жизни». В настоящее время RT имеет 22 бюро в 19 странах, канал доступен свыше 644 миллионам человек в более чем 100 странах мира. Вещание ведётся на английском, арабском и испанском языках. В ближайшее время планируется запуск канала на французском языке. По мнению российского исследователя публичной дипломатии Алексея Долинского создание телеканала RT стало « наиболее известным, зримым и, безусловно, символичным действием в сфере развития современной российской публичной дипломатии».
Ещё одним проектом в области СМИ в рамках публичной дипломатии России стал запущенный в 2007 г. проект «Российской газеты» Russia Beyond the Headlines
. Проект представляет собой публикацию ежемесячных приложений о России на иностранных языках совместно с ведущими мировыми печатными изданиями. Партнёрами «Российской газеты» в этом проекте являются The Washington Post, The Daily Telegraph, Le Figaro, La Repubblica, El Pais (Spain), а также ведущие газеты Аргентины, Болгарии, Бразилии и Индии. Целевой аудиторией данного проекта российской публичной дипломатии являются высокообразованных, материально обеспеченных, социально активных граждан, которые и представляют основную читательскую аудиторию влиятельных национальных газет. По данным сайта «Российской газеты» совокупная аудитория приложений составляет более 33 млн чел.
Очередным примером активизации публичной дипломатии России стало создание указом президента России Владимира Путина от 9 декабря 2013 годаМеждународного информационного агентства «Россия сегодня». Медиагруппа МИА «Россия сегодня» стала крупнейшим российским производителем информационных продуктов, ориентированных на международную аудиторию, деловое сообщество, государственные структуры и простых пользователей. 10 ноября 2014 г. медиагруппой был запущен самым масштабным медиапроектом российской публичной дипломатии
— мультимедийная группа Sputnik.
 Sputnik (sputniknews.com) — новостное агентство и радио с мультимедийными информационными хабами в 34 странах мира, осуществляющим вещание более чем на 30 языках мира. Главная цель проекта « показывать многополярный мир, где у каждой страны есть свои национальные интересы, культура, история, традиции». По словам генерального директора МИА «Россия сегодня» Дмитри Киселёва «Sputnik рассчитан на ту аудиторию, которая устала от навязчивой пропаганды однополярного мира и нуждается в альтернативной точке зрения».
Развитие институтов российской публичной дипломатии проходит не только в сфере СМИ, так в 2007 г. «В целях популяризации русского языка, являющегося национальным достоянием России и важным элементом российской и мировой культуры» был создан фонд «Русский мир». Фонд занимается поддержкой общественных организаций и НКО, образовательных и научных учреждений предметом деятельности которых являются исследования русского языка, создание программ изучения русского языка и литературы. В рамках этой работы Фонд предоставляет гранты российским и иностранным некоммерческим организациям. При поддержке фонда в партнёрстве с ведущими мировыми образовательно-просветительскими структурами в 45 странах мира открыты и функционируют «Русские центры».
Одной из крупнейших российских организаций, работающих в сфере публичной дипломатии является, созданное в сентябре 2008 года в соответствии с Указом Президента Российской Федерации от 6 сентября 2008 года № 1315 Федеральное агентство по делам Содружества Независимых Государств, соотечественников, проживающих за рубежом, и по международному гуманитарному сотрудничеству (Россотрудничество). В компетенцию Россотрудничества входит достаточно широкий спектр областей публичной дипломатии. Это работа по продвижению российского образования (С 2014 г. агентство стало оператором программы по отбору иностранных граждан для обучения в России) работа с НКО, работа с
соотечественниками, программы краткосрочных ознакомительных поездок в Российскую Федерацию и т. д. Агентство имеет свои представительства в 80 странах мира.
Агентство является правопреемником Российского центра международного научного и культурного сотрудничества при МИД России (с 2008 года), ранее назывался Росзарубежцентр. В советское время такую деятельность в области публичной дипломатии осуществляло Всесоюзное общество культурной связи с заграницей (до 1958 года).
Для
более активной работы российских НПО в сфере международного сотрудничества, а также с целью интенсифицировать международную деятельность отечественных институтов гражданского общества Распоряжением Президента России № 60-рп от 2 февраля 2010 г. был создан Фонд поддержки публичной дипломатии им. А. М. Горчакова.
Главной задачей Фонда является работа непосредственно с отечественными и зарубежными НПО, которые представляют собой одного из основных акторов публичной дипломатии. Фонд оказывает материальную и информационную поддержку мероприятиям в сфере публичной дипломатии, является основным грантодателем в сфере публичной дипломатии в России, так же реализует собственные проекты как на территории России, так и за рубежом.
Что касается восстановления ранее существующих (во времена СССР) институтов публичной дипломатии, то здесь стоит отметить работу в сфере популяризации получения образования в России. Ежегодно происходит увеличение квот на обучение иностранных граждан в России, в 2014 г. цифра составила 15 тыс. человек (на 50 % больше, чем в 2013 г.). На 2016 г. количество бюджетных мест для иностранных граждан планируют увеличить до 20 тыс. человек. По утверждениям сторонников увеличения квот, "обучение иностранцев в России необходимо для «формирования пророссийских национальных элит», которые смогут «более эффективно продвигать российские интересы, в том числе долгосрочного характера».
Образовательные институты России в последние годы также активно занимаются научным осмыслением феномена публичной дипломатии и изучением прикладного применения его потенциала. Выделяется особо МГИМО МИД России (Кафедра мировых политических процессов ФУП и Кафедра дипломатии ФМО). Учеными названного вуза в последние годы опубликовано много исследований по публичной дипломатии. Например, в 2017 году под редакцией заведующей кафедрой мировых политических процессов М. М. Лебедевой вышла книга «Публичная дипломатия: Теория и практика», в которой рассматриваются теоретические аспекты публичной дипломатии, в частности, новые моменты, которые появились в публичной дипломатии за последние годы (развитие публичной дипломатии международных организаций, использование интернет-технологий в рамках публичной дипломатии и другие). Особое внимание уделяется вопросам использования публичной дипломатии в конфликтных и кризисных ситуациях (на примере таких стран, как Израиль, государства Центральной Азии, Ирана и др.) Интерес вызывают и программы ежегодно проводимого Конвента РАМИ, в которых сейчас есть по 2-3 секции, посвящённые тематике публичной дипломатии. На площадках РАМИ выступают не только российские исследователи, но и зарубежные эксперты данного профиля.
Несмотря на довольно большое количество организации, которые занимаются публичной дипломатией, и постоянно увеличивающееся финансирование данной сферы со стороны государства,
в адрес публичной дипломатии России звучит немало критики.
Во-первых, несмотря на то, что во многом был проделан долгий и сложный путь в понимании инструментов и механизмов работы публичной дипломатии, на сегодняшний
момент в России до сих пор не существует единого органа, координирующего работу в сфере публичной дипломатии в целом. В связи с этим часто между различными организациями происходит дублирование функций, при том что многие вопросы остаются нерешёнными и не понятно к чьей компетенции они принадлежат.
Так, по словам Натальи Бурлиновой бывшего программного директора Фонда поддержки публичной дипломатии имени А. М. Горчакова, а ныне директора Центра поддержки и развития общественных инициатив «Креативная дипломатия»: 

«Существует большая проблема отсутствия комплексной информации о том, кто работает в этой сфере, какие структуры вовлечены в эту работу. Кто за что отвечает, кто с кем, где и в какой области пересекается, почему за деньгами на международное сотрудничество надо идти в Министерство образования, почему три структуры сразу занимаются одним и тем же проектом. Само государство плохо понимает, какие системные (с несистемными ясно) игроки присутствуют в этом поле. Вопросов много»
Во-вторых, отсутствует единый документ, концептуализирующий работу в сфере публичной дипломатии, нет чётко выставленных целей и задач в данной сфере, что автоматически делает невозможным оценку, той работы, которая ведётся на данном этапе.
В-третьих, по утверждению исследователя публичной дипломатии Долинского в России наблюдается «нехватка специалистов в сфере публичной дипломатии, потому что их не готовят российские университеты, и нет системы обучения на рабочих местах». Поэтому, многие специалисты в данной сфере попросту не до конца понимают отличие классической дипломатии от публичной, не знают основных особенностей работы механизмов и институтов последней. Здесь необходимо отметить и возникающую терминологическую путаницу в экспертной среде и у практиков. Часто она возникает из-за не совсем удачного перевода английского термина «public diplomacy» на русский как «публичная дипломатия», так как public означает не только публичность. У него имеется другие значения — общественный, государственный. Некоторые исследователи считают правильным вариант «общественная дипломатия» или «народная дипломатия», другие, указывая на устоявшийся статус сочетания «публичная дипломатия», говорят о взаимозаменяемости вышеназванных понятий. Названные противоречия в российском исследовательском дискурсе, по мнению исследователей, в последнее время решаются путём молчаливого признания взаимозаменяемости терминов «публичная дипломатия» и «общественная дипломатия».
В-четвёртых, практически все организации, и работающие в сфере публичной дипломатии в России, являются подведомственными структурами МИДа или других государственных органов власти, что в немалой степени затрудняет их работу с мировым сообществом. Зарубежные НПО неохотно идут на контакт с прогосударственными структурами, а причастность государства к СМИ негативно сказывается на их имидже, создаёт впечатление пропагандистской структуры. 
Ещё одной проблемой, по мнению эксперта Лукина, является отсутствие у России так называемой «мягкой силы». По его словам, «мягкая сила» «подразумевает прежде всего наличие ценностей, высокого уровня благосостояния и открытости, а также привлекательного примера, которому хотят следовать, а уже затем — умение их выгодно подать зарубежной общественности». На сегодняшний момент Россия не может предложить миру ничего привлекательного, для западной общественности она остаётся авторитарной, коррумпированной страной, с крайне низким сервисом, живущей за счёт экспорта энергоносителей. Такие условия крайне затрудняют работу отечественной публичной дипломатии и во многом являются одной из важнейших причин её слабой результативности.

## Публичная дипломатия на пространствеЕАЭС
Самым активным актором публичной дипломатии на пространстве ЕАЭС является Российская Федерация. Однако ресурсы публичной дипломатии используются и другими странами данного объединения.
Так,
Армения в реализации своей публичной дипломатии опирается на работу с армянскими диаспорами. Такая политика, сохраняя исторические связи армян с родиной, проводится и для обеспечения публичной поддержки внешней политики Армении в конкретном зарубежном обществе. В пользу значимости данного направления взаимодействия говорит учреждение Министерства диаспоры Республики Армении под общим руководством президента страны в 2008 году.
В белорусском исследовательском дискурсе используется термин «народная дипломатия». Во внешней политике страны её роль традиционно высока в укреплении белорусско-российских союзнических отношений. Одним из важных форматов считается регулярные встречи представителей породнённых городов.. Другими примерами использования публичной дипломатии в белорусской внешней политике можно считать проведение круглых столов по вопросам использования потенциала парламентской дипломатии и по перспективам евразийской интеграции. Необходимо отметить и появление профильных экспертных публикаций..

## Публичная дипломатия в деятельности международных институтов
Инструменты публичной дипломатии на современном этапе активно используются не только государствами. Международные институты (интеграционные структуры, международные организации) тоже прибегают к публичной дипломатии, так как проблема взаимодействия с обществами в современной мировой политике стоит и перед ними. Однако данный вопрос во многом в научной и практико-ориентированной литературе остается слабо разработанной. Среди интеграционных структур современности самым активным игроком в сфере публичной дипломатии ожидаемо является Европейский союз
., тогда как из международных военно-политических организаций энергичнее всего «мягкое» влияние пытается проецировать НАТО.

## Публичная дипломатия в урегулировании конфликтов
Публичная дипломатия представляет вариативные инструменты урегулирования конфликтных ситуаций или их предотвращения. В контексте урегулирования конфликтов, по словам М. М. Лебедевой, публичная дипломатия ориентирована как на достижение конъюнктурных задач — через активное использование СМИ, так и долгосрочных — через образовательные и культурные программы. Последние в условиях конфликта могут иметь и краткосрочную значимость, «формируя демонстрационный эффект, связанный с помощью со стороны государства, которое их реализует».. Как отмечает Б.Бахриев, для урегулирования конфликтов преимущественно распространенная конкурентная модель публичной дипломатии не представляется адекватной, поскольку она во многом направлена на достижение сугубо национальных целей (порой в ущерб интересам других стран). Соответственно, необходимо некоторое переосмысление канонического понимания и стратегии практики публичной дипломатии как инструмента достижения некой общей цели (или общих целей) несколькими государствами. В таком случае важно, чтобы субъекты публичной дипломатии фокусировали «свои действия в большей степени на кооперации, нежели на соперничестве, как это обычно бывает при осуществлении классического варианта публичной дипломатии». Недавно возникший инструмент, связанный с текущими процессами урбанизации и глобализации, привел к тому, что города начали создавать дипломатические связи через города-побратимы, создание сетей городов и умный город, и это явление получило название «городская дипломатия».

## Информационно-разъяснительная работа
Информационно-разъяснительная работа — деятельность, целью которой является распространение информации о собственной стране, о жизни её людей, а также разъяснение внешнеполитического курса её правительства и предпринимаемых им внешнеполитических акций, разоблачение инсинуаций, распространяемых враждебной пропагандой.